# Tribunal Calificador de Elecciones
El Tribunal Calificador de Elecciones (Tricel) es un organismo jurisdiccional especial de Chile, con asiento en Santiago.
Es la máxima instancia de la justicia electoral, y tiene como tarea conocer del escrutinio general y de la calificación de las elecciones del presidente y de los miembros del Congreso Nacional, resolver las reclamaciones a que dieren lugar y proclamar a los que resultan elegidos, funciones que anteriormente correspondían al Congreso Pleno y a cada cámara legislativa, respectivamente. Al Tricel también le corresponde resolver las apelaciones de las decisiones de los tribunales electorales regionales.

## Historia

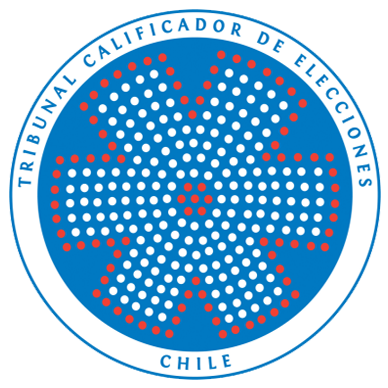
Emblema del Tricel (2010-2019).

Fue creado originalmente por el artículo 79 de la Constitución de 1925, siendo constituido formalmente el 24 de noviembre de dicho año, ocasión en la que se eligió a Silvestre Ochagavía Echaurren como su primer presidente. La primera elección verificada por el tribunal fue la elección presidencial realizada el 24 de octubre del mismo año, ocasión en que triunfó Emiliano Figueroa.
Sus funciones fueron suspendidas en 1973 tras el golpe de Estado del 11 de septiembre; en la Constitución de 1980, su ámbito de acción cubre todas las elecciones prescritas en dicho documento y las leyes electorales, así como las de carácter gremial. Entró nuevamente en funciones el 7 de abril de 1987, luego de haber sido promulgada el 4 de noviembre de 1985 la Ley Orgánica Constitucional que establece su funcionamiento.
Desde la Constitución de 1980 la justicia electoral se integra, además, por tribunales electorales regionales, encargados de calificar las elecciones gremiales y las prescritas por la Constitución. Dichos tribunales están integrados por un ministro de la Corte de Apelaciones respectiva, elegida por ésta y por dos miembros elegidos por el Tricel que duran 4 años en sus cargos.
En 1988, trasladó su sede al edificio que ocupaba la Caja de Accidentes del Trabajo, ubicado en la intersección de las calles Compañía y Teatinos, y en 2008, la propiedad del inmueble pasó definitivamente a esta institución.

## Composición

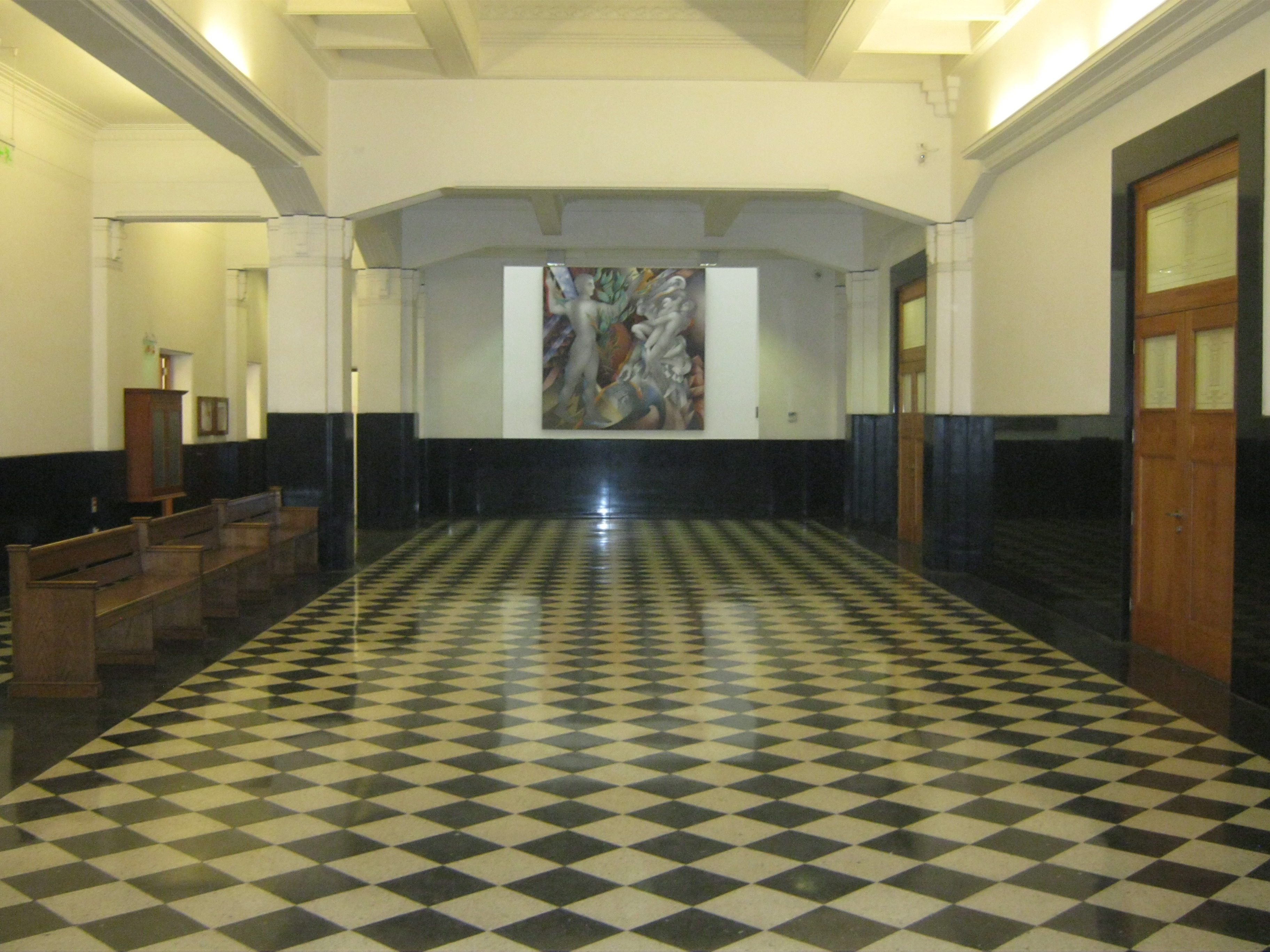
Salón del Tribunal Calificador de Elecciones.

Hasta 1973, el Tribunal Calificador de Elecciones estaba compuesto por cinco miembros, designados de la siguiente manera:
- Uno, entre los ciudadanos que hayan sido presidente o vicepresidente de la Cámara de Diputados por más de un año.
- Uno, entre los ciudadanos que hayan desempeñado el cargo de presidente o vicepresidentes del Senado, por igual período.
- Dos, entre los ministros de la Corte Suprema.
- Uno, entre los ministros de la Corte de Apelaciones de la ciudad donde celebre sus sesiones el Congreso.[8]

Desde 1987 está constituido por cinco miembros que se designan de la siguiente forma:
- Cuatro ministros de la Corte Suprema, designados por ésta, mediante sorteo, en la forma y oportunidad que determine la ley orgánica respectiva, y
- Un ciudadano que hubiere ejercido el cargo de presidente o vicepresidente de la Cámara de Diputados o del Senado por un período no inferior a los 365 días, designado por la Corte Suprema por sorteo, de entre todos aquellos que reúnan las calidades indicadas.[9]

## Miembros actuales

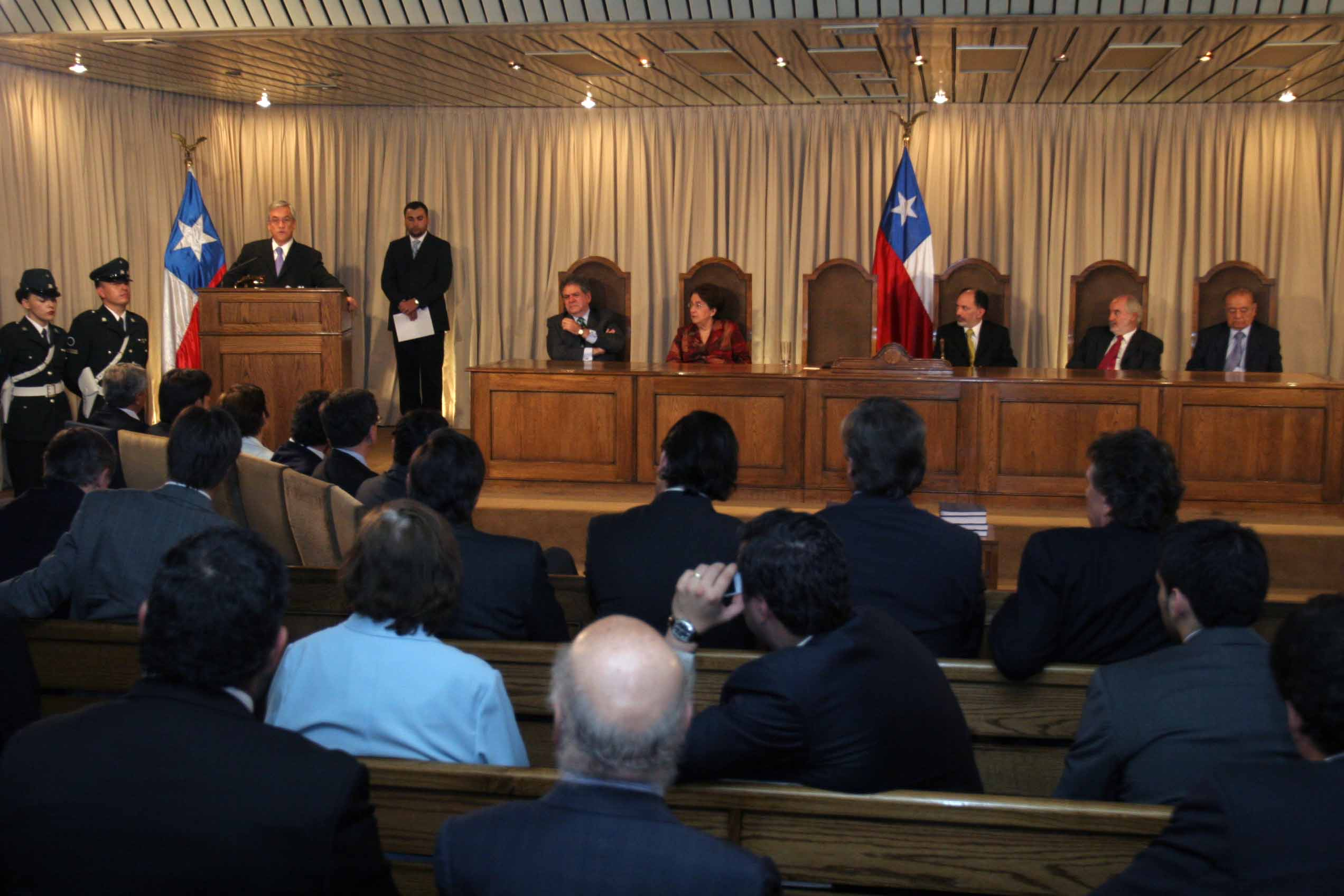
Tribunal Calificador de Elecciones dando la categoría de presidente electo a Sebastián Piñera en 2010.

Para el cuadrienio 2024-2028, el Tricel está integrado por:
- Ministro Arturo Prado Puga (Presidente)
- Ministro Mauricio Silva Cancino
- Ministra Adelita Ravanales Arriagada
- Ministra María Cristina Gajardo Harboe
- Ministro Gabriel Ascencio Mansilla